# 面影村
面影村（おもかげそん）は、鳥取県岩美郡にあった自治体である。1896年（明治29年）3月31日までは法美郡に属した。

## 概要
鳥取市街から南東の面影山（俤山）のふもとに位置し、村名はこの山にちなむ。
旧藩時代は法美村稲葉郷に属する大杙村と、同郡中郷郷に属する今在家村・桜谷村・正蓮寺村、および邑美郡三戸古保に属する雲山村があった。
雲山は蜘山とも書き、これも山名に由来した。また正蓮寺は正蓮山のふもとにあった旧寺跡が地名となった。大杙は聖武天皇の時代に条里制の基準の杙をこの地に立て、その跡が残っていたことから地名となったとされる。
明治から大正にかけては養蚕が盛んであったが、次第に果樹や葉煙草などの生産に変わった。また藁工品は古くからの特産であり草鞋を年間15万足生産していたが、大正末期にゴム靴の流行によって激減した。
鳥取市に隣接していることから日露戦争後の1905年（明治38年）頃から合併が提唱され、1926年（大正15年）に正式な議会決議をもって申し込まれたが実現には至らず、1953年（昭和28年）の15ヶ村合併まで行われなかった。

## 沿革
- 天保5年（1834年） - 吉成村（後の美保村）から枝郷の新村を分村[2]。
- 1889年（明治22年）10月1日 - 町村制の施行により、邑美郡雲山村・新村と法美郡大杙村・今在家村・桜谷村・正蓮寺村が合併して村政施行し、面影村が発足。旧村名を継承した6大字を編成し、役場を雲山村に設置[1]。
- 1896年（明治29年）4月1日 - 郡制の施行により、邑美郡・法美郡・岩井郡の区域をもって岩美郡が発足し、岩美郡面影村となる。
- 1932年（昭和7年）2月8日 - 役場位置を大字雲山40番地に変更[3]。
- 1953年（昭和28年）7月1日 - 鳥取市に編入。同日面影村廃止[4]。

## 合併後
村制時の6大字のうち雲山・新・大杙・桜谷・正蓮寺は鳥取市の大字として継承されたが、今在家は同時に編入された東郷村に同名の大字があったことから東今在家と改称した。その後、大杙・東今在家の各一部が面影1〜2丁目と、新の一部が南吉方3丁目となった。

## 行政

### 歴代村長
| 代                                                              | 氏名       | 就任年月日                 | 退任年月日                 | 地区   | 備考 |
| --------------------------------------------------------------- | ---------- | -------------------------- | -------------------------- | ------ | ---- |
| 初                                                              | 井関重     | 1889年（明治22年）12月21日 | 1897年（明治30年）12月26日 | 正蓮寺 |      |
| 2                                                               | 土井雄次郎 | 1897年（明治30年）12月24日 | 1901年（明治34年）2月22日  | 大杙   |      |
| 3                                                               | 井関与重郎 | 1901年（明治34年）2月22日  | 1905年（明治38年）3月1日   | 雲山   |      |
| 4                                                               | 小谷和太郎 | 1905年（明治38年）2月25日  | 1908年（明治41年）1月30日  | 桜谷   |      |
| 5                                                               | 井関幸蔵   | 1908年（明治41年）1月31日  | 1913年（大正2年）10月6日   | 雲山   |      |
| 6                                                               | 馬場馬雄   | 1913年（大正2年）11月20日  | 1917年（大正6年）2月26日   | 雲山   |      |
| 7                                                               | 佐々木虎蔵 | 1917年（大正6年）3月19日   | 1919年（大正8年）6月23日   | 今在家 |      |
| 8                                                               | 井関重雄   | 1919年（大正8年）7月2日    | 1921年（大正10年）8月8日   | 正蓮寺 |      |
| 9                                                               | 土井瀧蔵   | 1921年（大正10年）11月5日  | 1922年（大正11年）2月15日  | 大杙   |      |
| 10                                                              | 井関久雄   | 1922年（大正11年）5月8日   | 1925年（大正14年）3月31日  | 雲山   |      |
| 11                                                              | 井関重雄   | 1925年（大正14年）12月8日  | 1936年（昭和11年）2月9日   | 正蓮寺 | 再選 |
| 12                                                              | 田中喜代治 | 1936年（昭和11年）3月13日  | 1944年（昭和19年）3月24日  | 大杙   |      |
| 13                                                              | 大門健蔵   | 1944年（昭和19年）3月27日  | 1945年（昭和20年）4月6日   | 桜谷   |      |
| 14                                                              | 太田實治   | 1945年（昭和20年）4月20日  | 1946年（昭和21年）12月4日  | 大杙   |      |
| 15                                                              | 小林幸一   | 1947年（昭和22年）4月5日   | 1953年（昭和28年）6月30日  | 桜谷   |      |
| 参考文献 - ふるさと大杙郷土誌（大杙歴史保存検討委員会、2010年） |            |                            |                            |        |      |

## 教育
- 鳥取高等農業学校（当村・鳥取市吉方村・美保村の各一部に跨る[6]）
- 面影小学校（現・鳥取市立面影小学校）
- 組合立邑法第一中学校（所在地は鳥取市岩倉、現在の鳥取市立岩倉小学校所在地）

## 交通

### 鉄道
- 村域を因美線が通るが駅は無し（最寄りは鳥取駅・津ノ井駅）

### 道路
- 村域を南北に若桜街道が通る（後の国道29号、現在は県道323号）。旧藩時代からこの街道は若桜町落折や、用瀬から智頭に至る街道でもあった[1]。